# Nicholas Davis junior
Nicholas Davis, Jr. (* 14. Januar 1825 in Athens, Limestone County, Alabama; † 3. November 1875 in Huntsville, Madison County, Alabama) war ein amerikanischer Politiker aus dem 19. Jahrhundert.
Er war 1851 Mitglied der State Legislature von Alabama. Dann vertrat er zehn Jahre später, 1861, Alabama bei dessen Sezessionskonvent. Als der Deputierter Thomas Fearn den Provisorischen Konföderiertenkongress verließ, nahm Davis am 29. April 1861 seinen Platz ein. Ferner diente er in der Konföderiertenarmee während des Amerikanischen Bürgerkriegs. Er bekleidete dort den Dienstgrad eines Lieutenant Colonel im 5. Alabama-Bataillon.
Davis starb in Huntsville und wurde dann dort auf dem Maple Hill Cemetery beigesetzt.